# Après toi
Après toi ("Dopo di te") è stata la canzone vincitrice dell'Eurovision Song Contest 1972, scritta da Mario Panas, Klaus Munro e Yves Dessca e cantata, in francese, dalla cantante greca Vicky Léandros, in rappresentanza del Lussemburgo.
Il brano è una ballata drammatica, in cui la cantante spiega al suo amato che cosa le è successo ora che lui l'ha lasciata per un'altra; in una delle ultime parti, dice infatti che "Ormai, dopo di te, non sarò altro che l'ombra della tua ombra".
La canzone fu eseguita per diciassettesima e penultima nella serata, dopo il Belgio (con Serge & Christine Ghisoland) e prima dei Paesi Bassi (rappresentati da Sandra e Andreas); alla fine delle votazioni ricevette ben 128 punti.
Leandros aveva già rappresentato il Lussemburgo nel 1967, con "L'amour est bleu", ma fu in quest'edizione che riuscì a trionfare; registrò la canzone del 1972 anche in inglese, pubblicata nel Regno Unito, in Irlanda e Australia "Come What May", e, in seguito, in altre cinque lingue: italiano ("Dopo Te"), tedesco ("Dann kamšt du"), spagnolo ("Y Despues "), greco ("Mono Esi") e giapponese ("Omoide Ni Ikiru").